# (2468) Repin
(2468) Repin est un astéroïde de la ceinture principale.

## Description
(2468) Repin est un astéroïde de la ceinture principale. Il fut découvert le 8 octobre 1969 à Nauchnyj par Lioudmila Tchernykh. Il présente une orbite caractérisée par un demi-grand axe de 2,33 UA, une excentricité de 0,16 et une inclinaison de 5,7° par rapport à l'écliptique.
Il porte son nom en l'honneur du peintre russe d'origine ukrainienne Ilia Répine.

## Compléments